# Giuseppe Lomellini
Pour les articles homonymes, voir Lomellini.
Giuseppe Lomellini, né en 1723 à Gênes et mort en 1803 à Gênes, est un homme politique italien, 175e doge de Gênes du 4 février 1777 au 4 février 1779.